# Mémorial Oleg Dyachenko
Le Mémorial Oleg Dyachenko est une course cycliste russe. Créé en 2004, il appartient alors au calendrier moins de 23 ans de l'Union cycliste internationale (1.7.1),. En 2005, il a intégré l'UCI Europe Tour, en catégorie 1.2. Il est par conséquent ouvert aux équipes continentales professionnelles russes, aux équipes continentales, à des équipes nationales et à des équipes régionales ou de clubs. Les UCI ProTeams (première division) ne peuvent pas participer.

## Palmarès
| Année | Vainqueur             | Deuxième            | Troisième            |
| ----- | --------------------- | ------------------- | -------------------- |
| 2004  | Eduard Vorganov       | Mateusz Taciak      | Ivan Seledkov        |
| 2005  | Maxim Karpatchev      | Krzysztof Kuzniak   | Eduard Vorganov      |
| 2006  | Aliaksandr Kuschynski | Aleksejs Saramotins | Vladislav Borisov    |
| 2007  | Sergey Firsanov       | Aleksejs Saramotins | Dmytro Kosyakov      |
| 2008  | Timofey Kritskiy      | Daniil Komkov       | Dmytro Kosyakov      |
| 2009  | Mikhail Antonov       | Vitaliy Popkov      | Oleksandr Martynenko |
| 2010  | Alexander Mironov     | Alexander Porsev    | Toms Skujiņš         |
| 2011  | Dmytro Kosyakov       | Sergey Rudaskov     | Artem Topchanyuk     |
| 2012  | Alexander Rybakov     | Pavel Kochetkov     | Sergey Rudaskov      |
| 2013  | Alexander Rybakov     | Andriy Khripta      | Volodymyr Gomenyuk   |
| 2014  | Andrey Solomennikov   | Igor Boev           | Oleksandr Polivoda   |
| 2015  | Mykhailo Kononenko    | Oleksandr Polivoda  | Vitaliy Buts         |